# Prionacris cantans
Prionacris cantans är en insektsart som beskrevs av Marius Descamps 1981. Prionacris cantans ingår i släktet Prionacris och familjen Romaleidae. Inga underarter finns listade i Catalogue of Life.